# Єлюй Яогу
Єлюй Яогу (спрощ.: 尧骨; кит. трад.: 堯骨; піньїнь: Yelü Yaogu), храмове ім'я Тай-цзун (спрощ.: 辽太宗; кит. трад.: 遼太宗; піньїнь: Taizong; 25 листопада 902 — 18 травня 947) — другий імператор киданської імперії Ляо.

## Вступ на трон
Був другим сином Абаоцзи. Хоча його батько бажав, щоб трон успадкував старший син, вдова імператриця Інтянь (кіданське ім'я Шулю) надала перевагу Дегуану, оскільки вважала, що він краще відповідає ідеалам, на відміну від старшого Туюя, любить китайську культуру. Разом з цим, він користувався популярністю серед дворянства і багато зробив для зміцнення війська. Стверджувалося, що його народження, як і Абаоцзи, супроводжувалось чудесними знаменнями.
922 року батько призначив його на пост головнокомандувача. У 920-их роках командував частинами киданської армії в західному поході: його війська перетнули Гобі й захопили Іншань та Північно-східний Ордос. Також брав участь у поході проти бохайців. Звістка про смерть батька застала його, коли він придушував повстання бохайських міст.
На похоронах Абаоцзи з'ясувалось, що точно невідомо, хто має спадкувати трон. Певні кола киданської знаті бажали бачити старшого Туюя. Брати батька самі бажали влади, адже за киданським звичаєм трон успадковували брати.
Однак трон зайняв Єлюй Яогу, взявши храмове ім'я Тай-цзун. Формально імператриця-мати провела «вибори» імператора, змусивши киданську знать обирати між Яогу і Туюєм. Шулю мала особисту армія, тому кидані слухняно проголосили імператором Яогу. Наприкінці 927 року Туюй зачитав офіційне звернення, в якому повідомив киданям, що відмовляється від права на престол на користь Яогу. Того ж дня останній був проголошений імператором. Шулю стала вдовою-імператрицею.

### Страти киданської знаті
Його мати, імператриця Шулю, скористалася з'їздом киданської знаті та стратила багатьох старих вельмож Абаоцзи під приводом висловлення поваги духу покійного імператора. Близько 300 киданів було вбито на могилі колишнього імператора. Репресії припинились, коли вдові-імператриці нагадали, що за киданським звичаєм дружина повинна слідувати за каганом і в могилу. Шулю відрубала собі руку й поховала її з Абаоцзи, після чого страти припинились.

## Правління

### Початок правління
926 і 927 роки пішли на формальності, пов'язані з похованням Абаоцзи, вирішенням адміністративних питань, прийому й відрядження послів. Керівником палацового секретаріату був призначений Хань Яньхуей. Посла Пізньої Тан Яо Куна, якого Абаоцзи заарештував, відпустили на батьківщину, й він поїхав разом із киданським послом Аси Мейгунеєм. Довідавшись про смерть Абаоцзи та вбивство Лі Цюньсюя, Лу Веньцзінь із 100 000 осіб утік з Ціньхуандао, де він був васальним до киданів губернатором до Пізньої Тан, де він був помилуваний, а його люди звільнені від податків на три роки й розселені.
На початку 927 року баодінський цзєдуши Ду Ван розпочав перемовини з Тай-цзуном з приводу переходу на киданську сторону разом з округом Дінчжоу. Танські війська завдали удару по Ван Ду, якого визнали відкритим бунтівником. Першими на допомогу Ду Ван прибули татаби, яких він привабив подарунками їх вождю Тунею. Кидані відрядили війська під командуванням генералів Сідули й Тіла. Війська Яньцю були розбиті під Дінчжоу, де танський генерал Ван Яньцю застосував удар на упередження до того, як кидані й Ду Ван змогли перешикуватись. Оскільки натиск танських військ не зменшувався Тай-цзун був змушений відрядити на допомогу також генералів Нелігуня й Сала.
Пізніше, того ж року, Ван Ду повідомив, що Тіла убитий, Нелігунь і Сала потрапили в полон. Кидані були розбиті, залишки воїнів перебили місцеві жителі. Імператор узяв провину за провал походу на себе. Ван Ду й татабський вождь Туней загинули 928 року. Наприкінці 927 року імператор відрядив Тулюйбу з військами проти лісових племен угу. Той похід завершився успішно. Великий похід проти Пізньої Тан, вже на чолі з Тай-цзуном, планувався на початку 928 року. Коли кидані були готові виступити, вони отримали відомості про те, що Тан погодилась на мир. За порадою воєначальників імператор все-таки виступив. На кордоні киданські війська зустріли танських послів, які їхали з пропозицією миру. Вирішивши, що похід зірваний, Тай-цзун повернувся до столиці.

### Підготовка до війни 929—934
Майже впродовж всього 929 року тривали адміністративні заходи, релігійні церемонії та полювання. Також легкі загони киданської кінноти здійснювали набіги на угу. Пізніше імператор відрядив Єлюй Ліху, щоб той здійснив напад на Юнчжунський округ у районі Датуна, що вважався вже киданським володінням.
Навесні 930 року надійшла звістка, що Ліху взяв Хуайчжоу (сучасний Шочжоу) й у наступному місяці повернувся додому. Ліху був призначений спадкоємцем престолу і головнокомандувачем армії.
Небезпека походила  також від Туюя — старшого брата Тай-цзуна, який з волі Абаоцзи був призначений ваном Дундані, з чим не бажав миритись, оскільки міг розраховувати на престол Ляо. Туюй також мав значний інтерес до китайської культури й був обдарованим художником. За наказом імператора його тримали під надійною («почесною») вартою. Влітку 929 року він перебував у південній столиці, писав вірші й багато часу віддавав задоволенням.
930 року Туюй заявив, що вирушає на полювання. Зібравши 40 осіб, він прибув на берег, де його чекав танський корабель, відряджений заздалегідь. Він залишив братові віршоване послання з якого випливало, що на владу він не претендує, але жити так більше не може. На кораблі він утік разом з дружиною до Пізньої Тан, де змінив ім'я, нічим не переймався, маючи милість тамтешнього імператора. Можливо, легкість втечі Туюя пояснюється тим, що її було сплановано самим Яогу.
Тай-цзун використав (або скористався його реальною втечею) втечу Туюя як привід до походу проти Пізньої Тан. Завдяки вмілому правлінню Цунсюя та Сиюаня танська держава, хоч і не мала підтримки серед китайського населення, була досить могутньою. Тож Яогу волів займатись внутрішніми справами й вичікувати на слушний момент. Кидані й танці кілька разів на рік обмінювались посольствами з піднесенням подарунків.
932 року на честь Абаоцзи було зведено тріумфальну арку, а чиновники були нагороджені подарунками. Яогу відрядив до Пізньої Тан послів з вимогою повернути знатних бранців, серед яких був воєначальник Шила. Танці відпустили тільки одного з полонених, й кидані здійснили набіг на Хорінгер. Призначення Ши Цзінтана губернатором Хедуну призвело до переходу Чжан Яньчао, губернатора Юйчжоу, на бік киданів через політичні розбіжності з Ши.
На початку 933 року Єлюй Ліху разом із Саге був призначений командувачем у поході проти дансянів. Похід був успішний, і Ліху був нагороджений, на його честь було влаштовано бенкет. Десь за 2 місяці прибув посол із Тан і зажадав від киданів припинити війну з дансянами, на що Яогу глузливо відповів: «Припинив війну з народом дансян!», маючи на увазі, що дансяни вже розгромлені та сплачують данину. Наприкінці року померла мати Абаоцзи — велика вдова-імператриця. Незабаром зміни сталися і в Тан: 15 грудня 933 року помер Сиюнь, на престол був зведений його син Чі Цунхоу, позиції якого були не такими міцними. Ліху вирушив до Пізньої Тан для участі в поминках.

### Розгром Пізньої Тан (934—937)
У четвертому місяці 934 року Лі Цунке, прийомний син імператора Мін-цзуна, повалив законного сина Мін-цзуна — Чі Цунхоу. Яогу заявив, що Туюй написав йому листа з проханням відрядити киданську армію й покарати узурпатора. В державі Пізня Тан почався розбрат через зіткнення партій, що конкурували. Похід розпочався у восьмому місяці 934 року. За місяць киданські війська пройшли Юньчжоу. Кидані на чолі з Яогу взяли Датун і кілька міст на південному заході від Датуна. У місті Ліньцю місцеві жителі, вже не чекаючи допомоги від танських військ, самі винесли киданям данину й були врятовані. Слідом за ними почали здаватись і жителі інших міст. Яогу був змушений повернути військо назад, коли довідався, що його дружина важко захворіла через чергові пологи. Незабаром вона померла, що стало значним ударом для Яогу. Втративши ініціативу, кидані не наважилися знову нападати.
Киданям пощастило, що проти узурпатора повстав Ши Цзінтан — військовий губернатор Тайюані. Влітку 935 року Ши Цзінтан обіймав посаду губернатора Шаньсі та володів значною автономією від Цунке. Посланець від останнього прибув до ставки Ши — міста Сіньчжоу, й почали роздавати солдатам літній одяг, багато хто при цьому почав вихваляти імператора Цунке. Цзінтан наказав стратити 36 найбільш крикливих, щоб була наука війську. Цунке 936 року видав наказ про переведення Ши до іншої провінції, однак той відмовився залишати посаду. Цунке оголосив Ши бунтівником, стратив його братів і 4 синів та відрядив проти нього військо. Цзінтан, усвідомлюючи, що самотужки він не впорається з Цунке, надіслав Тай-цзуну листа з проханням про допомогу. Натомість він обіцяв киданям землі та визнання васальної (формально він визнавав Тай-цзуна батьком) залежності. Яогу вирішив, що кращої нагоди виступити проти Тан не буде, при цьому він порадився з матір'ю — Шулюй. Дегуан зібрав 50-тисячну армію й вирушив у похід. Увійшовши до тайюанської області, кидані стикнулись із військами Гао Січжоу та Фу Янціна. Тоді кидані вдарили, але невдовзі Яогу наказав, умисно, відступити. Корпус Чжан Цзінда та Ян Гуаньюаня поспішили на допомогу танським військам і почали вишиковуватись на правому фланзі, але вони ще не встигли зімкнути ряди, коли по них вдарила киданська армія. Основні танські сили повернулись, щоб уятувати свій правий фланг, однак інша частина киданської армії вдарила по них, так що «захистити голову і хвіст стало неможливо». Правий фланг танських військ почав тікати, й уся армія розсипалася. У полон було взято близько 10 000 вояків. Цзінда зумів закріпитись у таборі й відбити напад Єлюй Ділу. Втім невдовзі кидані блокували в таборі угруповання танських військ. Облогу танських військ зі столиці Цзінтана — Цзіньяна (Тайюань), було знято, після чого відбулась урочиста зустріч Яогу та Цзінтана.
Скориставшись затримкою, Цунке готував армію. Єлюй Яогу в 10-му місяці того ж року проголосив Цзінтана імператором Пізньої Цзінь. Слід звернути увагу, що кидані, спочатку надали Цзінтану титул Цзінь-вана, а не імператора (хуанді). Цунке тим часом відрядив Чжао Яньшоу із 20-тисячним військом до ущелини Туаньбогу, Фань Яньгуан зайняв Сіян із таким же військом, невдовзі до нього приєднались 10 000 воїнів Чжао Децзюня з сусідньої області. Втім танські війська не наважувались атакувати киданів на рівнині в Тайюань. Цунке сам підійшов із 30-тисячною армією, але, не вбчаючи можливості пробитись на допомогу обложеному табору Цзінда, занепав духом. Яогу зробив офіційну пропозицію Цзінтану: стати імператором Китаю й підтримувати союз із киданями. Особливого вибору у Цзінтана не було, й він погодився стати імператором. Доки тривали супутні коронації урочистості, кидані відбивали напад військ Тан, які почали рух.
За 80 днів облоги у Цзінда закінчились харчі й фураж, але він заявив офіцерам, що живим не здасться і запропонував обезголовити його. Офіцери відрубали йому голову та привезли Тайцзу. Кидані вихваляли стійкість Цзінда, тому імператор звелів поховати з усіма почестями. Єлюй Іньдіши повідомив, що військо Децзюня, довідавшись про те, що табір здався, вдалось до втечі, кидаючи зброю. Легка кіннота киданів переслідувала й винищувала тих, хто тікав. 10 000 воїнів здались у полон, Децзюнь також здався.
Дорога на Лоян була відкрита. Яогу нагородив Цзінтана, «як батько сина», і сказав, що новопризначеному імператору слід попрямувати до його столиці. Для охорони Цзінтана було виділено ескорт з 5 000 киданів на чолі з Дилібі, також вони повинні були стежити, щоб імператор не втік. Сам Яогу заявив, що повернеться додому, щойно вщухнуть заворушення.
937 року за наказом імператора Чі Цунке був убитий Туюй, йому було 37 років. До того імператор радив йому покінчити з собою, але той вагався. Чі Цунке разом із родиною та найближчими слугами пішов до лоянської вежі, там вони скоїли самогубство, а гвардійці підпалили вежу. Невдовзі Цзінтан увійшов до Лояна. На той момент Яогу вже рухався на північ. На початку 937 року офіцер У Луань в окрузі Датун замкнув ворота перед Яогу, показавши, що населення ненавидить киданів. Фань Яньгуан хотів перейти у пряме підданство до киданів, але Тайцзу їм відмовив.
Ляо отримала (у формі подарунку) стратегічно важливу територію, відому як Шістнадцять округів. Цзінтан проголосив династію Пізня Цзінь. Кидані також отримували від Цзінтана численні подарунки.

### Мирний період (938—943)
938 року Єлюй Яогу повернувся додому, де займався внутрішніми справами. Киданські воєначальники перебували при дворі Цзінь і спостерігали за поведінкою Цзінтана. Єлюй Яогу оголосив амністію, новий рік він назвав першим роком ери «хуей тун», тобто «зустріч і союз». Незабаром прибув Чжао Ін із Цзінь і формально передав Ляо Шістнадцять округів разом з мапою країни. В Ючжоу була заснована південна столиця киданів.
939 році Єлюй Яогу покарав палицями двох чиновників ціші за корупцію. На їхні місця було призначено двох киданських генералів, які мали повагу серед народу. Винних ціши розстріляли з луків.
940 році Єлюй Яогу довідався, що піддані Цзінь незадоволені облавними полюваннями киданів. Імператор наказав повідомити Цзіньтану, що облави потрібні киданям, не для розваги, а для тренувань воїнів. Наприкінці року Єлюй Яогу видав указ, що наказував населенню (невідомо, чи тільки китайському) займатись землеробством і виготовленням тканин, також чоловікам пропонувалося після смерті дружини брати за дружину одну з її неодружених сестер.
941 року імператор наказав об'єднувати одиноких і вдових, якщо вони не можуть прогодуватись, в єдине господарство для спільної діяльності. Того ж року кидані здійснили невеликий набіг на дансянів. Також імператор наказав чиновникам вести журнал усієї офіційної діяльності, щоб мати можливість порівнювати поточні справи зі справами Абаоцзи. Із Цзінь надіслали данину у 200 лян золота за можливість провести жертвопринесення. Серед року жителі Шочжоу вигнали цзєдуши Єлюя Хуалі та збирались повернутись до Цзінь. Яогу наказав узяти місто в облогу. Амбань, який керував тією облогою, був убитий, тож Єлюй Яогу наказав винищити все чоловіче населення міста, а 30 сімей жінок і дітей повсталих віддати в рабство сім'ї загиблого амбаня.
Новий 942 рік широко святкувався: киданські амбані й іноземні посли звозили до столиці данину, а Єлюй Яогу одразу ж усе дарував своїй дружині, родичам і чиновникам. У той період до столиці прибув Єлюй Хайси. Незважаючи на родинні зв'язки з імператором, він був одягнений в овчину та їхав на бику, замість коня, що свідчило про його надзвичайну бідність. Він збирався обговорити справи з Єлюй Яогу та не мав наміру чекати, поки імператор повернеться з полювання. Поспілкувавшись із ним, Єлюй Яогу покликав Єлюй Аньдуаня, який давно служив Абаоцзи та Єлюй Пуде. Вони поспілкувались із Хайси та повідомили, що той розбирається в справах краще, ніж вони. Тоді імператор наказав Хайси оцінити Аньдуаня й Пуде, і той дуже точно охарактеризував їх. Єлюй Яогу розвеселився і велів Хайси зайнятись справами будівельного міністерства. Знаючи про його бідність, імператор обдарував Хайси, але той усі подарунки роздав родичам та друзям.
Ши Цзінтан помер 28 липня 942 року. Його прийомний син (біологічно — двоюрідний брат) Ши Чунгуй зайняв престол без затвердження Ляо та зайняв антикиданську позицію. Єлюй Яогу не звертав на те особливої уваги, влаштовуючи молебні та роздачу їжі буддійським ченцям, оскільки його дружина хворіла. Цзін Яньгуан очолив уряд Цзінь і почав погрожувати киданям. У листі до Єлюй Яогу було написано, що Цзінь більше не визнає себе васалом Ляо, втім імператор Чжунгуй називав себе «онуком» Єлюй Яогу. Посол киданів Цяо Жун був офіційно повідомлений, про позиції Цзінь: зі смертю Цзінтана припинились особисті васальні відносини, новий імператор зобов'язаний Єлюй Яогу тільки морально. Після того кидані почали готуватись до війни.

## Останні роки
Лю Чжиюань, один із цзєдуши, надіслав Єлюй Яогу дивовижної краси шовкову матерію й коней, але сам не прибув. Імператор зрозумів, що той просто вичікує нагоди, коли можна буде повалити киданську владу. Той дійсно збирався повстати проти Ляо, але чекав моменту, коли кидані почнуть відходити на північ. У 3-му місяці 947 року Лю Чжиюань проголосив себе імператором династії Пізня Хань. Багато китайських воєначальників почали переходити до нього. На початку 4-го місяця Яогу наказав стягнути до столиці все, що тільки можна забрати цінного, зігнати людей, включаючи палацових служниць, чиновників, ченців і ремісників. Він залишив загони для придушення «повстання», а сам із супроводом повернув на північ, під приводом «літньої спеки».
Кидані помітили несприятливі ознаки, включаючи падаючу зірку над ханським штандартом. На переправі в районі Сюньсяні Яогу звернувся до радників і сказав, що шкодує про розпуск війська для грабунків, конфіскації та створення безвладдя на приєднаних землях. У квітні 947 року Тайцзун захворів. Він помер 18 травня, в місті Луаньчен.
Після смерті імператора почалась боротьба за владу.